# Lalo Azcona
Ladislao de Arriba Azcona, conegut com a Lalo Azcona (Oviedo, 20 de juny de 1951), és un periodista i empresari espanyol.

## Biografia
Va iniciar la seva carrera treballant com a periodista i es va fer especialment famós durant els anys setanta quan, en l'estiu de 1976, se li va encarregar l'edició i presentació de la primera edició del Telediario de TVE, càrrec que va ocupar fins a finals de 1977. La seva joventut, la seva forma de donar les notícies peculiar i propera i la seva imatge caracteritzada per un nus de corbata tort, el van convertir en un rostre extremadament popular en l'època i una de les cares que va tenir l'oportunitat de retransmetre la Transició en directe, amb esdeveniments com la legalització del Partit Comunista d'Espanya o les primeres eleccions democràtiques. La seva labor al capdavant del Telediario, li va valer el Premi TP d'Or al millor presentador el 1977.
Més endavant apareixeria en algun altre programa de Televisió espanyola: El 1977 va presentar breument l'espai 300 millones i entre 1981 i 1983 es va posar al capdavant de l'espai de debat En este país.
Després s'ha dedicat al món dels negocis privats, sent fundador i president de la multinacional de comunicació empresarial Estudio de Comunicación (fundada en 1983), i de Tecnocom  Arxivat 2017-07-05 a Wayback Machine., una de les cinc primeres empreses del sector de la tecnologia de la informació a Espanya que cotitza en la Borsa de Madrid des de 1987 fins que va ser adquirida per Indra en 2017.
Així mateix, presideix la Fundació Azcona, entitat sense ànim de lucre, que ha patrocinat i publicat els catàlegs raonats de grans figures de l'art contemporani espanyol del segle XX: Martín Chirino, Manolo Millares, Manuel Rivera, Luis Fernández, o Julio González. Amb la venda de Tecnocom al grup Indra serà el primer accionista individual de la companyia amb el 18,7% del capital.